# Teruelius haeckeli
Espèce
Teruelius haeckeli est une espèce de scorpions de la famille des Buthidae.

## Distribution
Cette espèce est endémique de la région d'Atsimo-Andrefana à Madagascar. Elle se rencontre dans le parc national de Tsimanampetsotsa.

## Description
Le mâle holotype mesure 53,04 mm et la femelle paratype 31,98 mm.

## Systématique et taxinomie
Cette espèce a été décrite par Lowe et Kovařík en 2022.

## Étymologie
Cette espèce est nommée en l'honneur de Martin Häckel.

## Publication originale
- Lowe & Kovařík, 2022 : « Reanalysis of Teruelius and Grosphus (Scorpiones: Buthidae) with descriptions of two new species. » Euscorpius, no 356, p. 1-105 (texte intégral).